# PokerStars
PokerStars è una poker room online, opera a livello mondiale e conta oltre 50 milioni di utenti, disponibile sia per sistemi operativi Windows che macOS nonché per le piattaforme mobile Android e iOS. Il software permette a utenti da tutto il mondo di giocare alle principali varianti di poker, tra cui il Texas Hold'em, in modalità torneo o cash.

## Storia
Lanciata nel settembre 2001, PokerStars era originariamente una società, Rational Enterprises, con base nella Costa Rica controllata dalla famiglia israeliana Scheinberg. Successivamente fu trasferita nell'Isola di Man, dipendenza della Corona Britannica, grazie alla licenza fornita dalla commissione di supervisione del gioco d'azzardo dell'isola.
PokerStars ha lanciato la versione beta del suo software per giocare a “soldi finti” (play money) nel settembre del 2001, introducendo poi la possibilità di giocare a “soldi veri” (real money) nel dicembre dello stesso anno. Inizialmente la sede di The Rational Group era in Costa Rica, ma in seguito è stata spostata presso l'Isola di Man per via dell'azzeramento delle tasse per le aziende sul suolo della dipendenza britannica e alla rimozione dei divieti relativi alle attività inerenti al gioco d'azzardo. PokerStars possiede una licenza per ogni paese in cui opera, in Italia ha ricevuto autorizzazione dall'AAMS.
La notorietà del brand è incrementata notevolmente nel 2003, quando Chris Moneymaker ha vinto le World Series of Poker dopo essersi qualificato al torneo attraverso un evento satellite online PokerStars da poco più di 30$. Si venne così a creare il cosiddetto “effetto Moneymaker” che ha aumentato significativamente il numero di giocatori di poker online.
Il 27 dicembre 2009 PokerStars ha stabilito il nuovo record mondiale per il più grande torneo online. Il costo di iscrizione al World Record Tournament di 1$ ha raccolto 149.196 partecipanti. Il record è stato poi superato per due volte: nel dicembre del 2011, quando furono 200.000 i giocatori iscritti ad un torneo online e nel 16 giugno 2013, quando le adesioni sono arrivate a toccare quota 225.000.
Nel dicembre 2010 è entrato a far parte del Team Pokerstars Pro anche il famoso giocatore online Viktor Blom, rimasto identificato solamente dal nickname di gioco, “Isildur1”, fino al gennaio 2011.
A partire dal 22 luglio 2011, è permesso giocare cash game online su PokerStars.it.
Nel febbraio 2012 nasce PokerStars Mobile, una nuova applicazione che permette di giocare a poker online direttamente sui cellulari con tecnologia Android, iPhone e iPad.
Il 31 luglio del 2012 PokerStars ha acquistato Full Tilt Poker, la principale concorrente che aveva subìto la chiusura da parte delle autorità statunitensi nell'aprile del 2011.
Il sito attualmente possiede diverse versioni fra cui PokerStars.com (versione internazionale), PokerStars.eu (versione europea), PokerStars.net (solo versione soldi finti), PokerStars.it (versione per il mercato italiano), PokerStars.fr (versione per il mercato francese) e PokerStars.es (versione per il mercato spagnolo). La versione lanciata sul mercato italiano ha permesso agli utenti che utilizzano il servizio di partecipare all'Italian Poker Tour attraverso satelliti di qualificazione sia a pagamento che freeroll (tornei senza tassa d'iscrizione).

## Giochi offerti
PokerStars offre ai propri utenti le principali varianti del poker: Texas hold 'em, Omaha, Omaha Hi/Lo (8 or Better), Stud, Stud Hi/Lo (8 or Better), Razz, Five-card draw, 2-7 Triple Draw & 2-7 Single Draw, Badugi, H.O.R.S.E., Mixed Hold'em, Mixed Omaha Hi/Lo, Triple Stud and 8-Game Mix. Tutti i giochi sono disponibili in due modalità: “cash” o torneo. Inoltre è possibile giocare a “soldi veri” (real money) o “soldi finti” (play money), sebbene la maggior parte degli iscritti partecipi solo alla prima.

## Zoom Poker
Nel maggio 2012 PokerStars ha introdotto lo Zoom Poker.  Si tratta di una modalità nella quale i giocatori vengono spostati di tavolo dopo ogni mano. Lo scopo è quello di velocizzare il gioco e ridurre i tempi di pausa.

## Eventi dal vivo
PokerStars sponsorizza i seguenti eventi dal vivo: PokerStars Caribbean Adventure (PCA), European Poker Tour (EPT), Asia Pacific Poker Tour (APPT), Latin American Poker Tour (LAPT), UK and Ireland Poker Tour (UKIPT), Estrellas Poker Tour (ESPT), Eureka Poker Tour, Italian Poker Tour (IPT), Czech-Slovak Poker Tour (CSPT), Australia & New Zealand Poker Tour (ANZPT), France Poker Series (FPS), Belgian Poker Series (BPS), Russian Poker Series (RPS) e Brazilian Series of Poker (BSOP).

## Eventi online
È necessario distinguere tra i circuiti nazionali e internazionali. A livello internazionale opera PokerStars.com, con tornei settimanali come il Sunday Million, noto per il suo montepremi da un milione di dollari, e annuali come il World Championship of Online Poker (WCOOP), lo Spring Championship of Online Poker (SCOOP) o il Turbo Championship of Online Poker (TCOOP).
A livello nazionale invece operano siti con licenze strettamente limitate al paese in questione. In Italia il riferimento è PokerStars.it, che offre tornei paralleli a quelli esistenti a livello internazionale: in luogo del Sunday Million di PokerStars.com c'è il Sunday Special e al posto del WCOOP c'è l'ICOOP, ovvero l'Italian Championship of Online Poker, mentre lo Spring Championship of Online Poker e il Turbo Championship of Online Poker mantengono lo stesso nome.
Il Sunday Million, tuttavia, si svolge una volta all'anno anche in Italia, normalmente all'inizio di giugno. Dato il montepremi da un milione di euro si tratta dell'evento singolo più importante nel panorama del poker online italiano.

## Team PokerStars Pro
PokerStars sponsorizza un team di giocatori professionisti noto come “Team PokerStars Pro”. Tra gli altri spiccano Daniel Negreanu e Chris Moneymaker.
Di seguito la lista completa:Victoria Coren, Liv Boeree, Jake Cody, Bertrand Grospellier, Barry Greenstein, Jason Mercier, Joe Cada, Jonathan Duhamel, Pius Heinz, Jan Heitmann, Vanessa Selbst, George Danzer, Vanessa Rousso, Victor Ramdin, Andre Akkari, Humberto Brenes, Chad Brown, Leo Margets, Eugene Katchalov, Marcin Horecki, Johnny Lodden, Leo Fernandez, Ivan Demidov, Marcel Luske, Arnaud Mattern, Alex Kravchenko, Theo Jørgensen, Lex Veldhuis, David Williams, Sebastian Ruthenberg, Ana Marquez, Angel Guillén, Maxim Lykov, Raymond Wu, Dag Palovic e Martin Staszko

## Team PokerStars SportStars
Oltre ai giocatori sponsorizzati, PokerStars ha dei testimonial provenienti dall'ambiente sportivo. Il volto più celebre è quello del tennista Rafael Nadal, nel 2013 anche Ronaldo è entrato nel Team PokerStars come ambasciatore, unendosi a Boris Becker e Fatima Moreira de Melo. In passato Gianluigi Buffon è stato un testimonial di PokerStars e lo sciatore Alberto Tomba ha partecipato a diversi eventi live di beneficenza, fra cui uno dove al tavolo era presente anche Andrij Ševčenko.

## Vicende legali
Il 17 aprile 2011 il dominio www.pokerstars.com è stato sequestrato dall'FBI in conseguenza di una indagine su riciclaggio di denaro sporco, frode bancaria e gioco d'azzardo illegale. Pochi giorni dopo, il 20 aprile, PokerStars ed il Dipartimento di giustizia americano raggiungono un accordo in base al quale il dominio viene sbloccato in cambio dell'impegno a non accettare giocate con soldi veri da parte di cittadini statunitensi. L'accordo tra PokerStars e il Dipartimento di Giustizia americano ha ad oggetto anche il rimborso dei depositi dei giocatori USA sui siti PokerStars e Full Tilt Poker, sito di poker online di cui PokerStars ha ufficializzato l'acquisto. In Italia è possibile giocare solo nella versione PokerStars.it. L'accesso ai siti delle altre versioni è oscurato dall'AAMS.
Il 12 marzo 2015 la Guardia di Finanza italiana ha denunciato l'amministratore delegato di una società del gruppo PokerStars per l'evasione fiscale di oltre 300 milioni di euro.